# Planète super-enflée

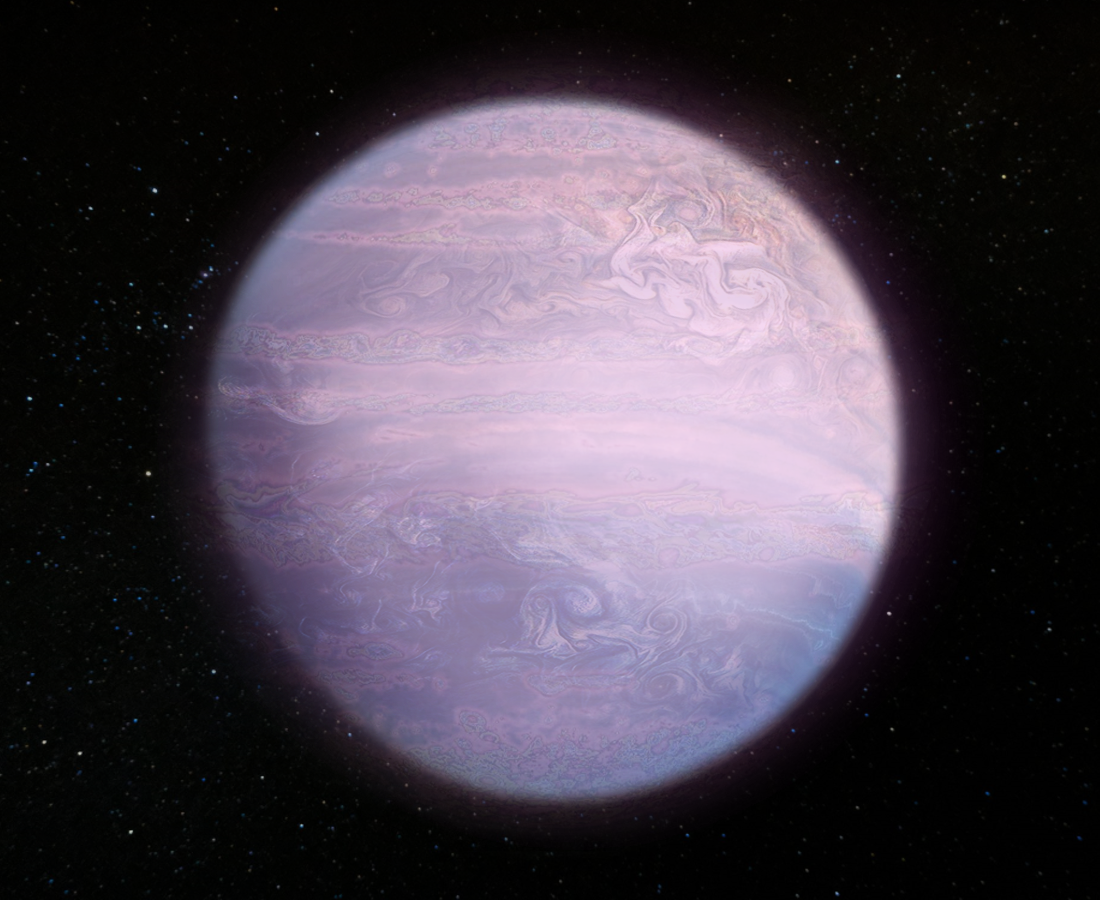
Recréation artistique d'une potentielle planète super-enflée.

Une planète super-enflée (en anglais, super-puff) est un type d'exoplanètes dont la masse n'est que quelques fois celle de la Terre mais dont le rayon est plus grand que celui de Neptune. Elle a donc une densité moyenne très faible.
Ces planètes sont plus froides et moins massives que les planètes enflées. Des exemples extrêmes sont les trois planètes autour de Kepler-51 qui sont toutes de la taille de Jupiter.